# ريك فين
ريك فين (بالإنجليزية: Rick Fenn)‏ هو عازف قيثارة بريطاني، ولد في 23 مايو 1953.

## وصلات خارجية
- ريك فين على موقع ميوزك برينز (الإنجليزية)
- ريك فين على موقع أول ميوزيك (الإنجليزية)
- ريك فين على موقع ديسكوغز (الإنجليزية)